# Edaikodu
Edaikodu é uma panchayat (vila) no distrito de Kanniyakumari , no estado indiano de Tamil Nadu.

## Demografia
Segundo o censo de 2001,  Edaikodu  tinha uma população de 23,320 habitantes. Os indivíduos do sexo masculino constituem 49% da população e os do sexo feminino 51%. Edaikodu tem uma taxa de literacia de 78%, superior à média nacional de 59.5%: a literacia no sexo masculino é de 82% e no sexo feminino é de 75%. Em Edaikodu, 10% da população está abaixo dos 6 anos de idade.